# Alinghi (SUI 100)
Alinghi es el yate con el número de vela distintivo SUI 100 de la Clase Internacional Copa América.
El barco navega bajo pabellón suizo y pertenece al equipo Alinghi. Con la construcción de este barco, Alinghi (Sociedad Náutica de Ginebra) confirmó su relación con los astilleros Décision.
En 2007 ganó la 32 edición de la Copa América de Vela, en Valencia. El equipo Alinghi usó el SUI 100 en las 7 regatas de la final para imponerse por 5-2 al Team New Zealand del sindicato neozelandés Team New Zealand. 

## Datos
- Número de vela: SUI 100
- Nombre: Alinghi
- Club: Sociedad Náutica de Ginebra
- Pabellón: Suiza
- Propietario: Alinghi
- Constructor: Décision SA, Fenil-sur-Corsier, canton de Vaud, Suiza. Bertrand Cardis.
- Velas:
- Mástil/Jarcia:
- Diseño: Dirk Kramers
- Patrón: Brad Butterworth
- Cañas: Ed Baird
- Táctico: Juan Vila
- Tripulación: 17
- Construido: 2007
- Botadura: 17 de marzo de 2007
- Material del casco: Fibra de carbono
- Eslora total:
- Esora en flotación:
- Manga:
- Calado:
- Superficie vélica (en ceñida):
- Desplazamiento:
- Índice de audiencia: IACC